# Cantó de Capdenac-Gara
El cantó de Capdenac-Gare és un cantó francès del departament de l'Avairon, situat al districte de Vilafranca de Roergue. Té 10 municipis i el cap cantonal és Capdenac-Gara.

## Municipis
- Los Aures
- Asprièiras
- Balaguier-d'Olt
- Bolhac
- Capdenac-Gara
- Causse e Diège
- Foissac
- Naussac
- Salas e Corbatièrs
- Sonnac

## Història
| Data d'elecció                           | Identitat          | Partit | Qualitat |
| ---------------------------------------- | ------------------ | ------ | -------- |
| 1945-1951                                | Maurice Grès       | SFIO   |          |
| 1951-1978                                | Paulin Mazars      |        |          |
| 1978-1988                                | Pierre Riols       | PS     |          |
| 1988-2008                                | Jacques Dournes    | UMP    |          |
| 2008-                                    | Bertrand Cavalerie | PS     |          |
| les dades anteriors no són pas conegudes |                    |        |          |
|                                          |                    |        |          |

## Demografia
| 1962  | 1968  | 1975  | 1982  | 1990  | 1999  | 2006  |
| ----- | ----- | ----- | ----- | ----- | ----- | ----- |
| 9.013 | 9.615 | 9.355 | 9.051 | 8.422 | 8.215 | 8.485 |